# 양산 원효암 마애아미타삼존불입상
양산 원효암 마애아미타삼존불입상(梁山 元曉庵 磨崖阿彌陀三尊佛立像)은 대한민국 경상남도 양산시 원효암에 있는 마애불이다. 1906년에 제작되었으며 2005년 7월 21일 경상남도의 유형문화재 제431호로 지정되었다.

## 개요
아미타삼존의 상단부에는 음각으로 "南無阿彌陀佛"(남무아미타불)이라고 깊이 새겨져있으며, 각 글자의 너비는 약 14cm정도이다.
그리고 우협시보살상의 우측에는 세로로약 4cm 정도의 너비의 글자가 음각으로 "世尊應化二千九百三十三年四月 日"(세존응화이천구백삼십삼년4월 일)이라고 새겨져 있다. 또한 삼존의 아래에는 '姜膺秀'(강응수), 삼존이 새겨진 암석의 향좌측 측면 암석에는 향좌부터 '李瑀榮'(이우영), '安珪行'(안규행), '郵創玉'(우창옥), '鄭基南'(정기남)의 발원자명이 음각되어 있다.
원효암 법당 동쪽면의 암석에 마애아미타삼존불입상이 조각되어 있다. 마애불의 특성상 외부에 노출되어 있어 전체적으로 이끼가 많이 끼여 있으며, 특히 아미타여래의 왼쪽 발과 연화대좌, 그리고 우협시보살상의 군의 부분이 특히 심한 편이다. 아미타여래의 나발·오른 손, 우협시보살상의 얼굴 등이 약간 마모되었으며, 삼존의 허리 부위에 횡으로 금이 가 있으나 전반적으로 상태는 양호하다.

## 참고 문헌
- 양산 원효암 마애아미타삼존불입상 - 국가유산청 국가유산포털